# Phaecasiophora caryosema
Phaecasiophora caryosema es una especie de polilla perteneciente al género Phaecasiophora, categorizada en la tribu Olethreutini, de la subfamilia Olethreutinae.

## Distribución
Se distribuye por Asia: en China, en la localidad de Kyuhabon.

## Taxonomía
Fue descrita por Meyrick en 1931. La especie se encuentra registrada y publicada en Exotic Microlepid. 4: 138.